# فیلم‌شناسی ژان-لوک گدار

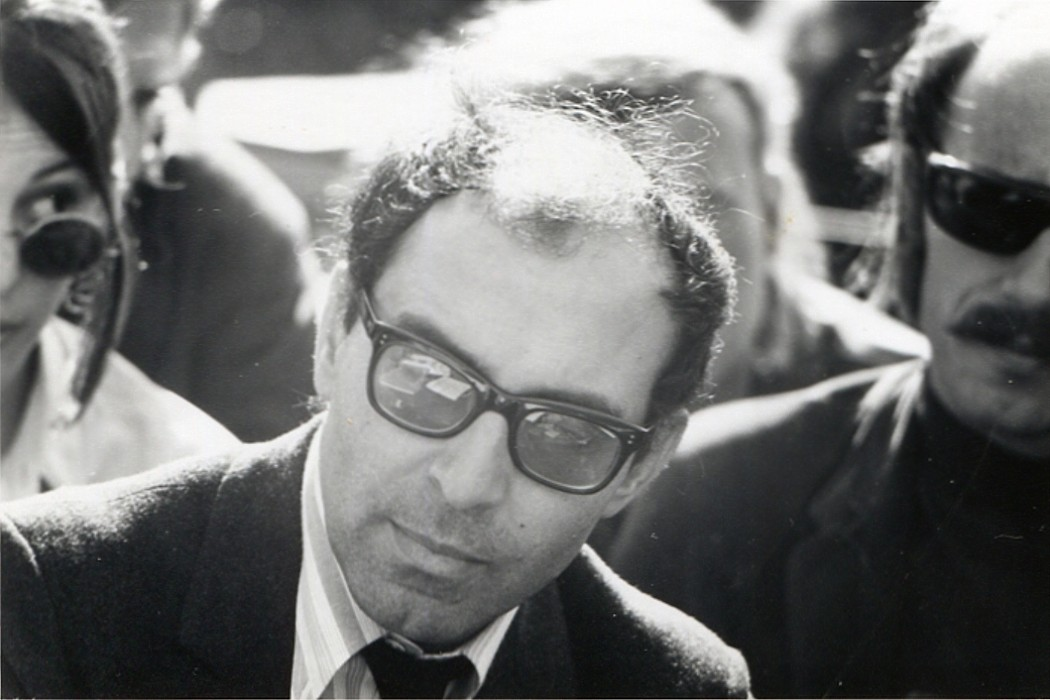
ژان-لوک گدار در سال ۱۹۶۸

ژان-لوک گدار یک کارگردان، فیلمنامه‌نویس و تدوینگر فیلم پرکار فرانسوی-سوئیسی است که به مدت شصت سال در این زمینه‌ها فعالیت کرده‌است. او فیلم‌های زیادی را کارگردانی، نویسندگی، تهیه‌کنندگی و تدوین کرده‌است. سعی می‌شود یک در موارد زیر یک فیلم‌شناسی جامع از او ارائه شود.

## فیلم‌های کوتاه اولیه (۱۹۵۵–۱۹۵۹)
| عنوان                                                                                             | سال  | اعتبار گرفته شده به عنوان | اعتبار گرفته شده به عنوان | اعتبار گرفته شده به عنوان | اعتبار گرفته شده به عنوان | یادداشت                          |
| عنوان                                                                                             | سال  | کارگردان                  | نویسنده                   | بازیگر                    | دیگر                      | یادداشت                          |
| ------------------------------------------------------------------------------------------------- | ---- | ------------------------- | ------------------------- | ------------------------- | ------------------------- | -------------------------------- |
| Opération béton (عملیات بتن)                                                                      | ۱۹۵۵ | آری                       | آری                       | راوی                      | تدوینگر                   |                                  |
| Une femme coquette (یک زن عشوه گر)                                                                | ۱۹۵۵ | آری                       | آری                       |                           | تدوینگر فیلمبردار         | تحت عنوان Hans Lucas             |
| Une histoire d'eau (یک داستان از آب)                                                              | ۱۹۵۸ | آری                       |                           |                           | تدوینگر                   | کارگردانی مشترک با فرانسوا تروفو |
| Charlotte et son Jules (شارلوت و دوست پسرش)                                                       | ۱۹۵۸ | آری                       | آری                       | ژول (صدا)                 | تدوینگر                   | به عنوان بازیگر نامش برده نشد.   |
| تمام پسران را پاتریک صدا می‌زنند (Charlotte et Véronique, ou Tous les garçons s'appellent Patrick) | ۱۹۵۹ | آری                       |                           |                           |                           |                                  |

## موج نو فرانسوی (۱۹۵۹–۱۹۶۷)

### فیلم‌های بلند
| عنوان                                                         | سال  | اعتبار گرفته شده به عنوان | اعتبار گرفته شده به عنوان | اعتبار گرفته شده به عنوان | یادداشت                            |
| عنوان                                                         | سال  | کارگردان                  | نویسنده                   | بازیگر                    | یادداشت                            |
| ------------------------------------------------------------- | ---- | ------------------------- | ------------------------- | ------------------------- | ---------------------------------- |
| ازنفس‌افتاده (À bout de souffle)                               | ۱۹۶۰ | آری                       | آری                       | Snitch                    | همکاری با فرانسوا تروفو            |
| زن زن است (Une femme est une femme')                          | ۱۹۶۱ | آری                       | آری                       |                           |                                    |
| گذران زندگی (Vivre sa vie)                                    | ۱۹۶۲ | آری                       | آری                       | صدای دوست‌پسر نانا         |                                    |
| سرباز کوچک (Le Petit soldat)                                  | ۱۹۶۳ | آری                       | آری                       | مردی در ایستگاه راه‌آهن    | به عنوان بازیگر نامش برده نشد.     |
| تفنگداران (Les Carabiniers)                                   | ۱۹۶۳ | آری                       | آری                       |                           |                                    |
| تحقیر (Le Mépris)                                             | ۱۹۶۳ | آری                       | آری                       | دستیار کارگردان لانگ      | به عنوان بازیگر نامش برده‌نشد.      |
| دسته جداافتاده‌ها (Bande à part)                               | ۱۹۶۴ | آری                       | آری                       | راوی                      | به عنوان راوی نامش برده‌نشد.        |
| یک زن شوهردار (Une femme mariée)                              | ۱۹۶۴ | آری                       | آری                       | راوی                      | به عنوان راوی نامش برده نشد.       |
| آلفاویل (Alphaville: une étrange aventure de Lemmy Caution)   | ۱۹۶۵ | آری                       | آری                       |                           |                                    |
| پی‌یرو خله (Pierrot le Fou)                                    | ۱۹۶۵ | آری                       | آری                       |                           |                                    |
| مذکر، مؤنث (Masculin Féminin)                                 | ۱۹۶۶ | آری                       | آری                       |                           |                                    |
| ساخت آمریکا (Made in U.S.A)                                   | ۱۹۶۶ | آری                       | آری                       | ریچارد پولیتزر (صدا)      | به عنوان بازیگر نامش برده نشده‌است. |
| دو سه چیزی که از او می‌دانم (2 ou 3 choses que je sais d'elle) | ۱۹۶۷ | آری                       | آری                       | راوی                      | با کاترین ویمنت نوشته شده‌است       |
| چینی (La Chinoise)                                            | ۱۹۶۷ | آری                       | آری                       |                           |                                    |
| تعطیلات آخر هفته (Week-end)                                   | ۱۹۶۷ | آری                       | آری                       |                           |                                    |

### فیلم‌های کوتاه
| عنوان                                                                             | سال  | اعتبار گرفته شده به عنوان | اعتبار گرفته شده به عنوان | اعتبار گرفته شده به عنوان | یادداشت                                                                         |
| عنوان                                                                             | سال  | کارگردان                  | نویسنده                   | بازیگر                    | یادداشت                                                                         |
| --------------------------------------------------------------------------------- | ---- | ------------------------- | ------------------------- | ------------------------- | ------------------------------------------------------------------------------- |
| La Paresse (تنبلی)                                                                | ۱۹۶۱ | آری                       | آری                       |                           | قسمتی از فیلم هفت گناه کبیره (Les Sept péchés capitaux)                         |
| دنیای جدید (Il Nuovo mondo)                                                       | ۱۹۶۲ | آری                       | آری                       |                           | قسمتی از فیلم RoGoPaG                                                           |
| کلاهبردار بزرگ (Le Grand escroc)                                                  | ۱۹۶۴ | آری                       | آری                       | راوی                      | قسمتی از فیلم زیباترین کلاهبرداران جهان (Les plus belles escroqueries du monde) |
| گزارش در مورد اورلی (Reportage sur Orly)                                          | ۱۹۶۴ | آری                       | آری                       |                           |                                                                                 |
| "Montparnasse-Levallois"                                                          | ۱۹۶۵ | آری                       | آری                       |                           | قسمتی از فیلم Paris vu par. . (پاریس دیده شده توسط. . ) - یا شش در پاریس        |
| پیش‌بینی، یا عشق در سال ۲۰۰ (Anticipation, ou: l'amour en l'an 2000)               | ۱۹۶۷ | آری                       | آری                       |                           | قسمتی از فیلم قدیمی‌ترین حرفه جهان (Le Plus vieux métier du monde)               |
| دوربین-چشم (Caméra-oeil)                                                          | ۱۹۶۷ | آری                       | آری                       |                           | قسمتی از فیلم دور از ویتنام (Loin du Vietnam)                                   |
| عشق: عزیمت و بازگشت فرزندان ولگرد (L'amore (Andate e ritorno dei figli prodighi)) | ۱۹۶۷ | آری                       | آری                       |                           | قسمتی از فیلم عشق و خشم (Amore e rabbia)                                        |

## گروه Dziga Vertov / فیلم‌های سیاسی (۱۹۶۸–۱۹۷۲)
اگرچه گدار و ژان پیر گورین اصلی‌ترین نیروهای خلاق این فیلم‌ها بودند، اما آن‌ها معمولاً نامشان در عنوان‌بندی ذکر نمی‌شد. بیشتر فیلم‌های این دوره زمانی به گروه Dziga Vertov Group تعلق گرفت.
| عنوان                                             | سال  | اعتبار گرفته شده به عنوان | اعتبار گرفته شده به عنوان | اعتبار گرفته شده به عنوان | اعتبار گرفته شده به عنوان | یادداشت |
| عنوان                                             | سال  | کارگردان                  | نویسنده                   | بازیگر                    | دیگر                      | یادداشت |
| ------------------------------------------------- | ---- | ------------------------- | ------------------------- | ------------------------- | ------------------------- | --- |
| تراکت‌های سینمایی                                  | ۱۹۶۸ | آری                       |                           |                           |                           | |
| Le Rouge: Film-Tract: n ° ۱۹۶۸                    | ۱۹۶۸ | آری                       | آری                       |                           | تدوینگر تهیه‌کننده         | کارگردانی و نویسندگی مشترک با جرارد فرومانگر                                                                   |
| فیلمی مثل هر فیلم دیگر (Un Film comme les autres) | ۱۹۶۸ | آری                       | آری                       |                           | تدوینگر                   | |
| یک به‌علاوه یک (همدردی برای شیطان)                 | ۱۹۶۸ | آری                       | آری                       |                           |                           | |
| یک فیلم آمریکایی (One A.M.)                       | ۱۹۶۸ | آری                       | آری                       |                           | فیلمبردار                 | ناتمام. در یک PM گنجانیده‌شده در One P.M. (یک فیلم موازی / یک فیلم Pennebaker) توسط دی.ای. پنی‌بیکر در سال ۱۹۷۱. |
| شادی یادگیری (Le Gai savoir)                      | ۱۹۶۹ | آری                       | آری                       | راوی                      | تدوینگر                   | با الهام از امیل نوشتهٔ ژان-ژاک روسو                                                                            |
| سروصدای بریتانیایی (به امید دیدار در مائو)        | ۱۹۶۹ | آری                       | آری                       |                           |                           | کارگردانی و نویسندگی مشترک با ژان-هنری راجر                                                                    |
| Pravda                                            | ۱۹۶۹ | آری                       | آری                       |                           | تدوینگر                   | مستند؛ نامش ذکر نشد                                                                                            |
| باد از شرق (Le Vent d'est)                        | ۱۹۶۹ | آری                       | آری                       |                           | تدوینگر                   | نویسندگی و کارگردانی مشترک با ژان-پیر گورین                                                                    |
| مبارزات در ایتالیا (Luttes en Italie)             | ۱۹۶۹ | آری                       | آری                       |                           | تدوینگر                   | نویسندگی و کارگردانی مشترک با ژان پیر گورین                                                                    |
| تا پیروزی (Jusqu'à la victoire)                   | ۱۹۷۰ | آری                       | آری                       |                           |                           | ناتمام. در فیلم اینجا و جایی دیگر گنجانیده شده‌است. (اینجا و جایی دیگر) ساختهٔ گدار و آن ماری ملویل در سال ۱۹۷۴  |
| ولادیمیر و روزا (Vladimir et Rosa)                | ۱۹۷۱ | آری                       | آری                       | ولادیمیر لنین             | تدوینگر فیلمبردار         | نویسندگی و کارگردانی مشترک با ژان پیر گورین                                                                    |
| شیک بعد از اصلاح                                  | ۱۹۷۱ | آری                       | آری                       |                           |                           | |
| همه‌چیز روبه‌راه است (Tout Va Bien)                 | ۱۹۷۲ | آری                       | آری                       |                           |                           | نویسندگی و کارگردانی مشترک با ژان پیر گورین                                                                    |
| نامه‌ای به جین                                     | ۱۹۷۲ | آری                       | آری                       |                           |                           | نویسندگی و کارگردانی مشترک با ژان پیر گورین                                                                    |

## دوره انتقالی (SonImage) (۱۹۷۴–۱۹۷۸)
| عنوان                                                                           | سال       | اعتبار گرفته شده به عنوان | اعتبار گرفته شده به عنوان | اعتبار گرفته شده به عنوان | اعتبار گرفته شده به عنوان   | یادداشت                                     |
| عنوان                                                                           | سال       | کارگردان                  | نویسنده                   | بازیگر                    | دیگر                        | یادداشت                                     |
| ------------------------------------------------------------------------------- | --------- | ------------------------- | ------------------------- | ------------------------- | --------------------------- | ------------------------------------------- |
| شماره دو (Numéro deux)                                                          | ۱۹۷۵      | آری                       | آری                       | خودش                      |                             | نویسنده مشترک آن ماری میویل                 |
| اینجا و جایی دیگر (Ici et ailleurs)                                             | ۱۹۷۶      | آری                       | آری                       | راوی                      |                             | کارگردان و نویسندهٔ مشترک                    |
| چگونه پیش می‌رود (چگونه پیش می‌رود)                                               | ۱۹۷۶ ۱۹۷۸ | آری                       | آری                       |                           |                             | نویسندگی و کارگردانی مشترک آن آن ماری میویل |
| شش بار دو: بیش از حد و تحت ارتباط (Six fois deux, sur et sous la communication) | ۱۹۷۶      | آری                       | آری                       | خودش                      | تدوینگر تهیه‌کننده           | نویسندگی و کارگردانی مشترک آن آن ماری میویل |
| رؤیای روشن (Faut pas rêver)                                                     | ۱۹۷۷      | آری                       | آری                       |                           | تدوینگر تهیه‌کننده فیلمبردار |                                             |
| فرانسه / تور / مسیر انحرافی / دو کودک (France/tour/détour/deux enfants)         | ۱۹۷۸      | آری                       | آری                       | رابرت لینارد              | تدوینگر تهیه‌کننده           | به عنوان تدوینگر نامش برده نشد.             |

## موج دوم (۱۹۷۹–۱۹۸۸)

### فیلم‌های بلند
| عنوان                                         | سال      | اعتبار گرفته شده به عنوان | اعتبار گرفته شده به عنوان | اعتبار گرفته شده به عنوان | اعتبار گرفته شده به عنوان | یادداشت                                                                  |
| عنوان                                         | سال      | کارگردان                  | نویسنده                   | بازیگر                    | دیگر                      | یادداشت                                                                  |
| --------------------------------------------- | -------- | ------------------------- | ------------------------- | ------------------------- | ------------------------- | ------------------------------------------------------------------------ |
| نجات هر کس دست خودش (Sauve qui peut (la vie)) | ۱۹۸۰     | آری                       | آری                       |                           | تدوینگر تهیه‌کننده         | با دو نفر دیگر نوشته شده‌است.                                             |
| شور                                           | سال ۱۹۸۲ | آری                       | آری                       |                           | تدوینگر                   | با همکاری ژان-کلود کریر نوشته شده‌است.                                    |
| نام کوچک: کارمن (Prénom Carmen)               | ۱۹۸۳     | آری                       |                           | دایی ژانوت                |                           | به عنوان بازیگر نامش برده نشده‌است.                                       |
| درود بر مریم (Je vous salue, Marie)           | ۱۹۸۵     | آری                       | آری                       |                           |                           |                                                                          |
| کاراگاه                                       | ۱۹۸۵     | آری                       | آری                       |                           |                           | با دو نفر دیگر نوشته شده‌است.                                             |
| شاه لیر                                       | ۱۹۸۷     | آری                       | آری                       | پروفسور پلاگین            | تهیه‌کننده اجرایی تدوینگر  | به عنوان نویسنده، بازیگر، تدوینگر، و تهیه‌کننده اجرایی نامش برده نشده‌است. |
| حق خود را نگه دارید (Soigne ta droite)        | ۱۹۸۷     | آری                       | آری                       | سفیه شاهزاده              | تدوینگر                   |                                                                          |

### فیلم‌های ویدئویی / فیلم‌های کوتاه
| عنوان | سال      | اعتبار گرفته شده به عنوان | اعتبار گرفته شده به عنوان | اعتبار گرفته شده به عنوان | اعتبار گرفته شده به عنوان | یادداشت                                                                                |
| عنوان | سال      | کارگردان                  | نویسنده                   | بازیگر                    | دیگر                      | یادداشت                                                                                |
| --- | -------- | ------------------------- | ------------------------- | ------------------------- | ------------------------- | -------------------------------------------------------------------------------------- |
| چند نکته دربارهٔ کارگردانی و تولید فیلم نجات هر کس دست خودش (Quelques remarques sur la réalisation et la production du film 'Sauve qui peut (la vie)) | ۱۹۷۹     | آری                       | آری                       | راوی                      |                           |                                                                                        |
| Une bonne à tout faire | ۱۹۸۱     | آری                       | آری                       |                           |                           |                                                                                        |
| نامه‌ای به فردی بواش (Lettre à Freddy Buache) | سال ۱۹۸۲ | آری                       | آری                       | خودش                      |                           |                                                                                        |
| تغییر تصویر (Changer d'image) | سال ۱۹۸۲ | آری                       | آری                       | سفیه                      | تدوینگر                   | عبارت Le Changement بیش از یک معنی دارد                                                |
| Passion, le travail et l'amour: introduction à un scénario ,ou Troisième état du scénario du film Passion                                            | سال ۱۹۸۲ | آری                       |                           |                           |                           |                                                                                        |
| سناریوی فیلم شور Scénario du film Passion | سال ۱۹۸۲ | آری                       |                           | راوی خودش                 |                           |                                                                                        |
| یادداشت‌های کوچک دربارهٔ فیلم درود بر مریم (Petites notes à propos du film Je vous salue, Marie)                                                       | ۱۹۸۳     | آری                       |                           | خودش                      |                           |                                                                                        |
| ظهور و سقوط یک شرکت فیلم‌سازی کوچک (Grandeur et décadence d'un petit commerce de cinéma)                                                              | سال ۱۹۸۶ | آری                       | آری                       | خودش                      |                           | به عنوان بازیگر نامش برده نشده‌است. ساخته شده برای مجموعه تلویزیونی فرانسوی Série noire |
| نرم و سخت | سال ۱۹۸۶ | آری                       | آری                       | خودش                      | تدوینگر                   | نویسندگی و کارگردانی مشترک با آن ماری میویل                                            |
| Meetin' WA | سال ۱۹۸۶ | آری                       |                           | خودش                      | تدوینگر                   |                                                                                        |
| آریا | ۱۹۸۷     | آری                       |                           |                           |                           | اپیزودی از فیلم آریا                                                                   |
| شلوار جین بسته: ماریته فرانسوا گیربا، سری ۱، ۱–۱۰ (Closed Jeans: Marithé François Girbaud, série 1, 1-10)                                            | سال ۱۹۸۸ | آری                       | آری                       |                           | تدوینگر                   |                                                                                        |
| بسته شده: ماریته و فرانسوا گیرباو، سری ۲، ۱–۷ Closed: Marithé et François Girbaud, série 2, 1-7                                                      | سال ۱۹۸۸ | آری                       | آری                       |                           | تدوینگر                   |                                                                                        |
| قدرت گفتار (Puissance de la parole) | سال ۱۹۸۸ | آری                       | آری                       |                           |                           |                                                                                        |
| آخرین کلمه / فرانسوی‌ها فهمیده‌شده توسط… Le Dernier mot/Les Français entendus par...                                                                   | سال ۱۹۸۸ | آری                       | آری                       |                           |                           | اپیزودی از فیلم فرانسوی‌ها دیده‌شده توسط… Les Français vus par...                        |

## ۱۹۸۹ به بعد

### فیلم‌های بلند و متوسط
| عنوان                                                                    | سال  | اعتبار گرفته شده به عنوان | اعتبار گرفته شده به عنوان | اعتبار گرفته شده به عنوان | اعتبار گرفته شده به عنوان | یادداشت                             |
| عنوان                                                                    | سال  | کارگردان                  | نویسنده                   | بازیگر                    | دیگر                      | یادداشت                             |
| ------------------------------------------------------------------------ | ---- | ------------------------- | ------------------------- | ------------------------- | ------------------------- | ----------------------------------- |
| موج نو                                                                   | ۱۹۹۰ | آری                       | آری                       |                           | تدوینگر                   | به عنوان تدوینگر نامش برده نشده‌است. |
| آلمان سال ۹۰ نُه صفر (Allemagne année 90 neuf zéro)                       | ۱۹۹۱ | آری                       |                           |                           | تدوینگر                   | به عنوان تدوینگر نامش برده نشده‌است. |
| آه افسوس بر من (Hélas pour moi)                                          | ۱۹۹۳ | آری                       |                           |                           |                           |                                     |
| JLG/JLG نگاره‌ای از خود در ماه دسامبر (JLG/JLG, autoportrait de décembre) | ۱۹۹۴ | آری                       | آری                       | خودش                      | تدوینگر                   |                                     |
| همیشه موتسارت                                                            | ۱۹۹۶ | آری                       | آری                       |                           | تدوینگر                   |                                     |
| در ستایش عشق (Eloge de l'amour)                                          | ۲۰۰۱ | آری                       | آری                       |                           |                           |                                     |
| موسیقی ما                                                                | ۲۰۰۴ | آری                       | آری                       | خودش                      |                           |                                     |
| فیلم سوسیالیسم                                                           | ۲۰۱۰ | آری                       | آری                       |                           |                           |                                     |
| خداحافظی با زبان (Adieu au Langage)                                      | ۲۰۱۴ | آری                       | آری                       |                           |                           | به عنوان بازیگر نامش برده نشده‌است.  |
| کتاب تصویر (Le Livre d'image)                                            | ۲۰۱۸ | آری                       | آری                       |                           |                           |                                     |

### فیلم کوتاه، کار ویدئویی
| Title                                                                                         | Year | Credited as | Credited as | Credited as             | Credited as       | Notes                                                                      |
| Title                                                                                         | Year | Director    | Writer      | Actor                   | Other             | Notes                                                                      |
| --------------------------------------------------------------------------------------------- | ---- | ----------- | ----------- | ----------------------- | ----------------- | -------------------------------------------------------------------------- |
| گزارش دارتی (Le Rapport Darty)                                                                | ۱۹۸۹ | آری         |             | ناتانیل، ربات ۲۰۰۰ ساله |                   | کارگردانی مشترک با آن ماری میویل                                           |
| ماریته فرانسوا ژیربو: دگرگون شده Marithé François Girbaud: Métamorphojean                     | ۱۹۹۰ | آری         | آری         |                         |                   |                                                                            |
| برای توماس وینگگای Pour Thomas Wainggai                                                       | ۱۹۹۱ | آری         |             |                         |                   | از فیلم Contre l'oubli                                                     |
| کودکی هنر L'enfance de l'art                                                                  | ۱۹۹۱ | آری         | آری         |                         | تدوینگر           | کارگردانی و نویسندگی مشترک با آن ماری میویل                                |
| Parisienne People Cigarettes                                                                  | ۱۹۹۲ | آری         | آری         |                         | تدوینگر           |                                                                            |
| بچه‌ها روسی بازی می‌کنند (Les Enfants jouent à la Russie)                                       | ۱۹۹۳ | آری         | آری         | شاهزاده میشکین          | تدوینگر           |                                                                            |
| سلام سارایوو Je vous salue Sarajevo (I Salute Thee Sarajevo / Hail Sarajevo)                  | ۱۹۹۳ | آری         | آری         | راوی                    | تدوینگر           |                                                                            |
| ۲ × ۵۰ سال از سینمای فرانسه (2 x 50 ans de cinéma français)                                   | ۱۹۹۵ | آری         |             | خودش                    | تدوینگر           | کارگردانی مشترک با آن ماری میویل                                           |
| Plus Oh!                                                                                      | ۱۹۹۶ | آری         |             |                         | تدوینگر           |                                                                            |
| Espoir/Microcosmos                                                                            | ۱۹۹۶ | آری         | آری         |                         | تدوینگر           |                                                                            |
| Adieu au TNS                                                                                  | ۱۹۹۸ | آری         | آری         | خودش                    |                   |                                                                            |
| تاریخ(های) سینما (Histoire(s) du cinéma) — ۱۹۸۸–۱۹۹۸                                          | ۱۹۹۸ | آری         | آری         | خودش                    | تدوینگر           |                                                                            |
| مکان قدیمی The Old Place                                                                      | ۱۹۹۹ | آری         | آری         | راوی                    | تدوینگر           | کارگردانی و نویسندگی مشترک با آن ماری میویل                                |
| ریشه‌های قرن ۲۱ام (De l'origine du XXIe siècle)                                                | ۲۰۰۰ | آری         |             |                         | تدوینگر           |                                                                            |
| در تاریکی زمان Dans le noir du temps                                                          | ۲۰۰۲ | آری         |             |                         |                   | از فیلم ده دقیقه بزرگ‌تر                                                    |
| آزادی و میهن (Liberté et patrie)                                                              | ۲۰۰۲ | آری         | آری         |                         | تدوینگر           | کارگردانی و نویسندگی مشترک با آن ماری میویل                                |
| لحظه‌های انتخاب‌شده Moments Choisis                                                             | ۲۰۰۴ | آری         | آری         |                         | تدوینگر           | کلاژ ایجادشده توسط گدار از فیلم تاریخ (های) سینما                          |
| Ecce Homo                                                                                     | ۲۰۰۶ | آری         | آری         |                         | تدوینگر تهیه‌کننده |                                                                            |
| گذرنامهٔ جعلی واقعی (Vrai faux passeport)                                                      | ۲۰۰۶ | آری         | آری         | راوی                    | تدوینگر تهیه‌کننده |                                                                            |
| Reportage amateur Maquette expo                                                               | ۲۰۰۶ | آری         | آری         |                         |                   | کارگردانی و نویسندگی مشترک با آن ماری میویل                                |
| دعا برای رفوسنیک (۱) (Prière pour refusniks (1))                                              | ۲۰۰۶ | آری         | آری         |                         | تدوینگر           |                                                                            |
| دعا برای رفوسنیک (۲) (Prière pour refusniks (2))                                              | ۲۰۰۶ | آری         | آری         |                         | تدوینگر           |                                                                            |
| یک فاجعه (Une catastrophe)                                                                    | ۲۰۰۸ | آری         | آری         |                         | تدوینگر           | تریلری برای جشنواره بین‌المللی فیلم وین                                     |
| ادای احترام به اریک رومر (Tribute to Eric Rohmer ))                                           | ۲۰۱۰ | آری         | آری         | خودش                    | تدوینگر           | به عنوان تدوینگر و بازیگر نامش برده نشده‌است.                               |
| سه فاجعه Les trois désastres                                                                  | ۲۰۱۳ | آری         | آری         |                         |                   | از فیلم 3X3D, فیلم مجموعه‌ای همراه با پیتر گرینوی و ادگار پرا               |
| پل آه The Bridge of Sighs                                                                     | ۲۰۱۴ | آری         | آری         |                         |                   | از فیلم مجموعه‌ای پل‌های سارایوو Les Ponts de Sarajevo                       |
| نامه‌ای در حرکت به ژیل ژاکوب و تیری فروما Letter in Motion to Gilles Jacob and Thierry Fremaux | ۲۰۱۴ | آری         |             | راوی                    |                   |                                                                            |
| Prix suisse, remerciements, mort ou vif                                                       | ۲۰۱۵ | آری         |             | خودش                    |                   |                                                                            |
| 22nd Ji.hlava IDFF                                                                            | ۲۰۱۸ | آری         |             | خودش                    |                   | فیلم کوتاه تبلیغاتی برای بیست و دومین جشنوارهٔ بین‌المللی فیلم مستند ییهلاوا |

## کارهای فیلمی دیگر
| عنوان                                                               | سال  | اعتبار گرفته شده به عنوان | اعتبار گرفته شده به عنوان | اعتبار گرفته شده به عنوان | یادداشت                               |
| عنوان                                                               | سال  | کارگردان                  | نویسنده                   | بازیگر                    | یادداشت                               |
| ------------------------------------------------------------------- | ---- | ------------------------- | ------------------------- | ------------------------- | ------------------------------------- |
| قلعهٔ شیشه‌ای (Le Château de verre)                                   | ۱۹۵۰ |                           |                           | یک رهگذر                  | نامش برده نشده‌است.                    |
| همسر احمق (Le coup du berger)                                       | ۱۹۵۶ |                           |                           | مهمان جشن                 | نامش برده نشده‌است.                    |
| La Sonate à Kreutzer                                                | ۱۹۵۶ |                           |                           | دوست روزنامه‌نگار          |                                       |
| ارائه یا شارلوت و استیک او (Présentation ou Charlotte et son steak) | ۱۹۶۰ |                           |                           | والتر                     | کوتاه                                 |
| پاریس از آن ماست                                                    | ۱۹۶۱ |                           |                           | مردی در تراس              | با عنوان هانس لوکاس نامش برده شده‌است. |
| Les fiancés du pont Mac Donald ou (Méfiez-vous des lunettes noires) | ۱۹۶۱ |                           |                           | مردی که عینک تیره‌ای دارد  | کوتاه                                 |
| کلئو از ۵ تا ۷                                                      | ۱۹۶۲ |                           |                           | بازیگر فیلم صامت          | نامش برده نشده‌است.                    |
| علامت لئو Le Signe du Lion                                          | ۱۹۶۲ |                           |                           | عاشق موسیقی               | نامش برده نشده‌است.                    |
| خورشید در چشمان تو                                                  | ۱۹۶۲ |                           |                           | ناشناخته                  |                                       |
| Shéhérazade                                                         | ۱۹۶۳ |                           |                           | ناشناخته                  |                                       |
| محافظ                                                               | ۱۹۶۶ |                           |                           | دوست اورلوفسکی            | نامش برده نشده‌است.                    |
| دختر فیلم                                                           | ۱۹۶۹ |                           |                           | خودش                      | نامش برده نشده‌است.                    |
| به دنیا آمدن Ne                                                     | ۱۹۷۵ |                           |                           | ناشناخته                  |                                       |
| Der kleine Godard an das Kuratorium junger deutscher Film           | ۱۹۷۸ |                           |                           | مهمان                     |                                       |
| ما هنوز اینجا هستیم                                                 | ۱۹۹۷ |                           |                           | مرد کمدین                 |                                       |
| بعد از آشتی                                                         | ۲۰۰۰ |                           |                           | رابرت                     |                                       |

## فعالیت‌های دیگر
| Le Studio d'Orphée | ۲۰۱۹ | Art Installation at the Fondazione Prada in Milan | [ ۳ ] |